# Alt Urgell
L'Alt Urgell (nome ufficiale in lingua catalana; in spagnolo Alto Urgel) è una delle 41 comarche della Catalogna, con una popolazione di 20.936 abitanti; suo capoluogo è La Seu d'Urgell.
Amministrativamente fa parte della provincia di Lleida, che comprende 13 comarche.

## Lista dei comuni dell'Alt Urgell
| Città                  | superficie | popolazione | densità        |
| ---------------------- | ---------- | ----------- | -------------- |
| Alàs i Cerc            | 57,65 km²  | 406         | 7,04 ab./km²   |
| Arsèguel               | 10,58 km²  | 92          | 8,70 ab./km²   |
| Bassella               | 70,25 km²  | 261         | 3,72 ab./km²   |
| Cabó                   | 80,33 km²  | 108         | 1,34 ab./km²   |
| Cava                   | 42,91 km²  | 60          | 1,42 ab./km²   |
| Coll de Nargó          | 151,41 km² | 600         | 3,96 ab./km²   |
| El Pont de Bar         | 42,64 km²  | 158         | 3,71 ab./km²   |
| Estamariu              | 21,18 km²  | 119         | 5,62 ab./km²   |
| Fígols i Alinyà        | 101,78 km² | 273         | 2,68 ab./km²   |
| Josa i Tuixén          | 68,16 km²  | 170         | 2,49 ab./km²   |
| La Seu d'Urgell        | 15,44 km²  | 12317       | 797,73 ab./km² |
| La Vansa i Fórnols     | 106,08 km² | 191         | 1,80 ab./km²   |
| Les Valls d'Aguilar    | 123,81 km² | 315         | 2,54 ab./km²   |
| Les Valls de Valira    | 171,26 km² | 810         | 4,73 ab./km²   |
| Montferrer i Castellbò | 176,68 km² | 856         | 4,84 ab./km²   |
| Oliana                 | 32,38 km²  | 1.932       | 59,67 ab./km²  |
| Organyà                | 12,54 km²  | 960         | 76,56 ab./km²  |
| Peramola               | 56,16 km²  | 373         | 6,64 ab./km²   |
| Ribera d'Urgellet      | 106,96 km² | 935         | 8,74 ab./km²   |